# Чотири образи
Си сян 四象 (піньїнь Sì Xiàng) — міфологічні тварини, які позначують чотири сторони світу та відповідні сектори неба («Палаци») у китайській традиційній культурі:
- Лазоревий дракон (Цін-лун 青龍 або Цанлун 蒼龍) Сходу;
- Білий тигр (Бай-ху 白虎) Заходу;
- Кіноварний птах (Чжу цюе 朱雀) Півдня;
- Чорна черепаха (Сюаньґуй 玄龜 або Сюань-ву 玄武) Півночі.

## Назви, іконографія, космологія та географічне узгодження

Чотири «Небесні палаци» із відповідними назвами тварин, в оточенні 28 стоянок? місяця (Дзеркальне відбиття, північ зверху, схід зліва направо)

П'ять фаз класичної китайської космології: весна 春, літо 夏, осінь 秋, зима 冬 (північ знизу).

Іконографія та відповідні назви набули поширення завдяки розповсюдженню корелятивної космології під час династії Хань (206 до н. е. — 220 н. е.). Класичний текстуальний канон закріпив узгодження чотирьох образів із системою «п'яти фаз» 五行, у якій чотири сторони світу відповідали чотирьом порам року. Задля повного узгодження було введено п'ятий елемент («Жовтий дракон»), який символізував центр 中 та землю 土. Таким чином, чотири образи узгоджувалися із деревом-весною 木, вогнем-літом 火, металом-осінню 金 та водою-зимою 水.
Символічні кольори елементів та характер тварин також узгоджуються:
- дерево росте з води, цін 青 (темно-зелений) чи цан 蒼 (синій) дракон, який летить з води до неба;
- вогонь жваво йде угору, чжу 朱 (гарячий червоний), птах здебільшого не сходить на землю;
- метал — ознака змушення та покарання: бай 白 (білий) — колір траура, тигр — хижа тварина;
- вода — йде донизу, найтемніша: сюань 玄 (темний, чорний), черепаха — найповільніша серед чотирьох тварин-символів, але має величезну культурну вагу, див. черепахи в китайській міфології.

На рельєфі з поховання дин. Хань, винайденому у пров. Сичуань (Пеншань 彭山, Шуанхе 双河), зображено богиню Сі Ван Му яка сидить на троні що зображує тигра та дракона. Тигр знаходиться з її правого боку, а дракон — з лівого.

## Археологія
Найдавніше свідоцтво з наявності відповідних космологічних уявлень було відкрито у Сішуйпо 西水坡 (пров. Хенань) у 1987 році. У похованні М45 обабіч скелета було знайдено мозаїчне зображення дракона і тигра, орієнтація яких відповідає сторонам світу. Зображення, виконане з черепашок, зберігається в експозиції Пекінського історичного музею. Приблизне датування знахідки 4 000 років до н. е.

## Вжиток в архітектурі

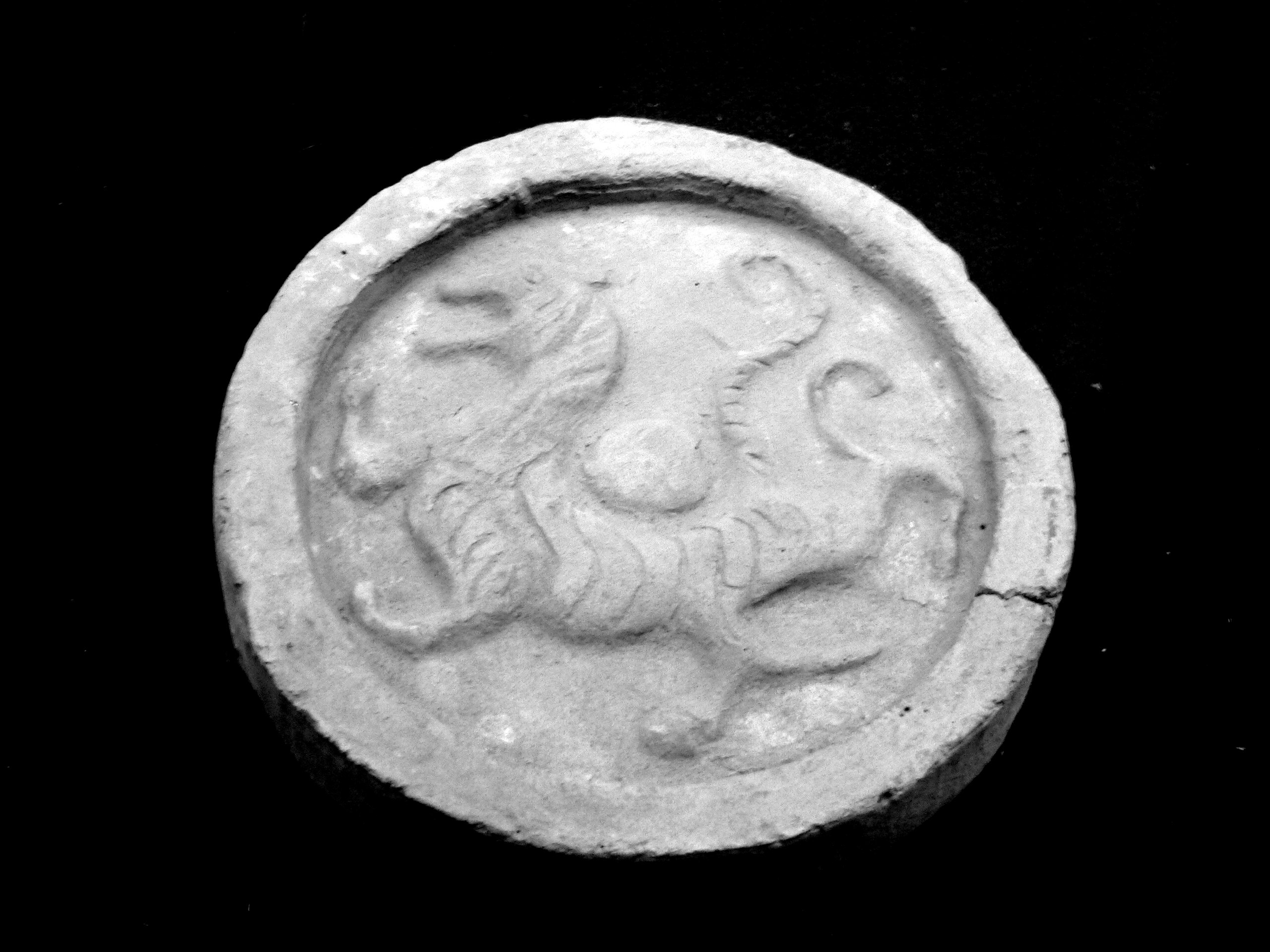
Вадан із зображенням Білого тигра

Зв'язок із простором та значення у геомантії відбилися у широкому вжитку чотирьох образів у назвах брам та прикрасах будівель.
Так, широко відомим є Інцидент біля Північної брами Сюаньву, який відбувся у Чанані у 626 році та став яскравою подією історії Тан.
Круглі торці дахівок (вадан 瓦當) часто зображують тварину-покровителя відповідної сторони світу.